# Dan Scavino
Daniel Scavino Jr. (15 de janeiro de 1976) é diretor de mídia social da Casa Branca e assessor do Presidente dos Estados Unidos, Donald Trump. A sua indicação foi anunciada em 22 de dezembro de 2016. Previamente ele foi gerente geral do Trump National Golf Club Westchester e diretor de mídia social durante toda a Campanha presidencial de Donald Trump em 2016.

## Início
Em 1990, Scavino foi selecionado como caddie para um evento de golfe no Briar Hall Country Club, que posteriormente foi rebatizado para a atual denominação Trump National Golf Club Westchester.
Em 1998, ele obteve a sua graduação pela State University of New York at Plattsburgh com Bacharelado em Comunicação. Scavino trabalhou alguns anos na Coca-Cola e na Galderma Laboratórios antes de ser promovido a gerente geral do Trump National Golf Club Westchester.
Em maio de 2009, durante uma entrevista, Scavino teceu grandes elogios ao então ex-Presidente Bill Clinton, chamando ele de “"uma das pessoas mais incríveis e carismáticas que já conheceu na vida"”.

## Campanha Presidencial de Donald Trump
Scavino começou na campanha de Trump desde o início, em junho de 2015. Em fevereiro de 2016, Trump indicou Scavino como Diretor de Mídia Social para a sua campanha presidencial. Scavino viajou por 18 meses com o então candidato a presidência dos EUA, gerenciando as suas contas pessoais nas redes sociais, como Twitter, Facebook e Instagram.
Durante essa experiência, enfrentou diversas polêmicas. Por exemplo, no fim de semana prévio ao 4 de julho de 2016, surgiu uma controvérsia quando na conta do Twitter de Donald Trump foi postado uma imagem de Hillary Clinton, selecionada pelo próprio Scavino, cujo texto anexo na forma da Estrela de David em que chamava a então candidata a presidência dos EUA como a “"mais corrupta candidata de todos os tempos"”; a imagem foi acusada pela mídia "mainstream" de ser oriunda de um quadro de mensagens supostamente relativo ao anti-semitismo e a ideologia da supremacia branca. A equipe de Trump defendeu a publicação alegando que era uma estrela era o típico emblema de Xerifes dos EUA, antes de eventualmente deletar a publicação e republicar a mensagem com uma nova imagem com o circulo em substituição da estrela.

## Diretor na Casa Branca
Em 22 de dezembro de 2016, Scavino foi anunciado no cargo de Diretor de Mídia Social da Casa Branca sob a Presidência de Donald Trump, cargo inédito e criado pela própria administração.
Em abril de 2017, um promotor da comissão de ética, Richard Painter, acusou Scavino de violar o “Hatch Act de 1939” (que impede funcionários executivos de se engajar em atividades eleitorais) após Scavino, da sua conta pessoal no Twitter, ter convocado os seus seguidores para derrotar o congressista republicano Justin Amash. O Conselho Especial daquela comissão de ética então informou que Scavino com o seu tweet tinha de fato violato o “Hatch Act” e o advertiu que futuras violações poderiam resultar em medidas mais drásticas.